# Sunset (hrabstwo Starr)
Sunset – jednostka osadnicza w Stanach Zjednoczonych, w stanie Teksas, w hrabstwie Starr.